# مزعة العزية
مزرعة العزّيّة هي إحدى القرى اللبنانية من قرى قضاء راشيا في محافظة البقاع.
وهي تابعة عقاريا لبلدة البيرة في قضاء راشيا.